# David Gaudu
David Gaudu (ur. 10 października 1996 w Landivisiau) – francuski kolarz szosowy.

## Osiągnięcia
Opracowano na podstawie:

2014
- 1. miejsce w Aubel-Thimister-La Gleize
  - 1. miejsce na 3. etapie

2016
- 1. miejsce w Grand Prix Priessnitz spa
  - 1. miejsce w klasyfikacji punktowej
  - 1. miejsce na 2. etapie
- 1. miejsce w Tour de l’Avenir
  - 1. miejsce na 6. etapie

2017
- 2. miejsce w Boucles de l’Aulne
- 2. miejsce w Tour de l’Ain
  - 1. miejsce w klasyfikacji młodzieżowej
  - 1. miejsce na 3. etapie

2018
- 2. miejsce w Memorial Marco Pantani

2019
- 1. miejsce w klasyfikacji młodzieżowej Tour de La Provence
- 3. miejsce w UAE Tour
  - 1. miejsce w klasyfikacji młodzieżowej
- 1. miejsce w klasyfikacji młodzieżowej Tour de Romandie
  - 1. miejsce na 3. etapie

2020
- 1. miejsce na 11. i 17. etapie Vuelta a España

2021
- 1. miejsce w klasyfikacji młodzieżowej Tour des Alpes-Maritimes et du Var
- 1. miejsce w Classic de l’Ardèche
- 1. miejsce na 6. etapie Vuelta al País Vasco
- 3. miejsce w Liège-Bastogne-Liège
- 1. miejsce w klasyfikacji młodzieżowej Critérium du Dauphiné
- 1. miejsce na 5. etapie Tour de Luxembourg

2022
- 1. miejsce na 2. etapie Volta ao Algarve
- 3. miejsce w Mercan’Tour Classic Alpes-Maritimes
- 1. miejsce na 3. etapie Critérium du Dauphiné
- 4. miejsce w Tour de France

2023
- 1. miejsce w klasyfikacji górskiej Tour des Alpes-Maritimes et du Var
- 2. miejsce w Classic de l’Ardèche
- 2. miejsce w Paryż-Nicea
- 9. miejsce w Tour de France

## Rankingi
| Rok             | 2016 | 2017 | 2018 | 2019 | 2020 | 2021 | 2022 | 2023 | 2024 |
| --------------- | ---- | ---- | ---- | ---- | ---- | ---- | ---- | ---- | ---- |
| UCI World Tour  | -    | 176. | 157. |      |      |      |      |      |      |
| World Ranking   | 282. | 135. | 242. | 47.  | 62.  | 16.  | 44.  | 40.  | 52.  |
| UCI Europe Tour | 124. | 67.  | 250. | 36.  | 52.  | 13.  | 37.  | 36.  | 42.  |
|                 |      |      |      |      |      |      |      |      |      |
| Źródło: UCI     |      |      |      |      |      |      |      |      |      |